# Leucauge bimaculata
Leucauge bimaculata är en spindelart som beskrevs av Zhu, Song och Zhang 2003. Leucauge bimaculata ingår i släktet Leucauge och familjen käkspindlar. Inga underarter finns listade i Catalogue of Life.